# Grugé-l’Hôpital
Grugé-l’Hôpital ist eine Ortschaft und eine Commune déléguée in der französischen Gemeinde Ombrée d’Anjou mit 296 Einwohnern (Stand: 1. Januar 2022) im Département Maine-et-Loire in der Region Pays de la Loire. Die Einwohner werden Grugéens genannt.
Die Gemeinde Grugé-l’Hôpital wurde am 15. Dezember 2016 mit neun weiteren Gemeinden, namentlich La Chapelle-Hullin, Chazé-Henry, Combrée, Noëllet, Pouancé, La Prévière, Saint-Michel-et-Chanveaux, Le Tremblay und Vergonnes zur neuen Gemeinde Ombrée d’Anjou zusammengeschlossen. Die Gemeinde gehörte zum Arrondissement Segré und zum Kanton Segré.

## Geografie
Grugé-l’Hôpital liegt etwa 45 Kilometer nordwestlich von Angers am Araize. 

## Bevölkerungsentwicklung
| Jahr                       | 1962 | 1968 | 1975 | 1982 | 1990 | 1999 | 2006 | 2013 |
| Einwohner                  | 452  | 378  | 309  | 269  | 258  | 286  | 282  | 292  |
| Quellen: Cassini und INSEE |      |      |      |      |      |      |      |      |

## Sehenswürdigkeiten
- Kirche Saint-Pierre aus dem 13. Jahrhundert
- Reste der Kirche Saint-Jean-de-L'Hôpital, ehemalige Kapelle des Tempelritterordens, 1963 zerstört
- Kapelle Saint-Gilles
- Schloss Champiré

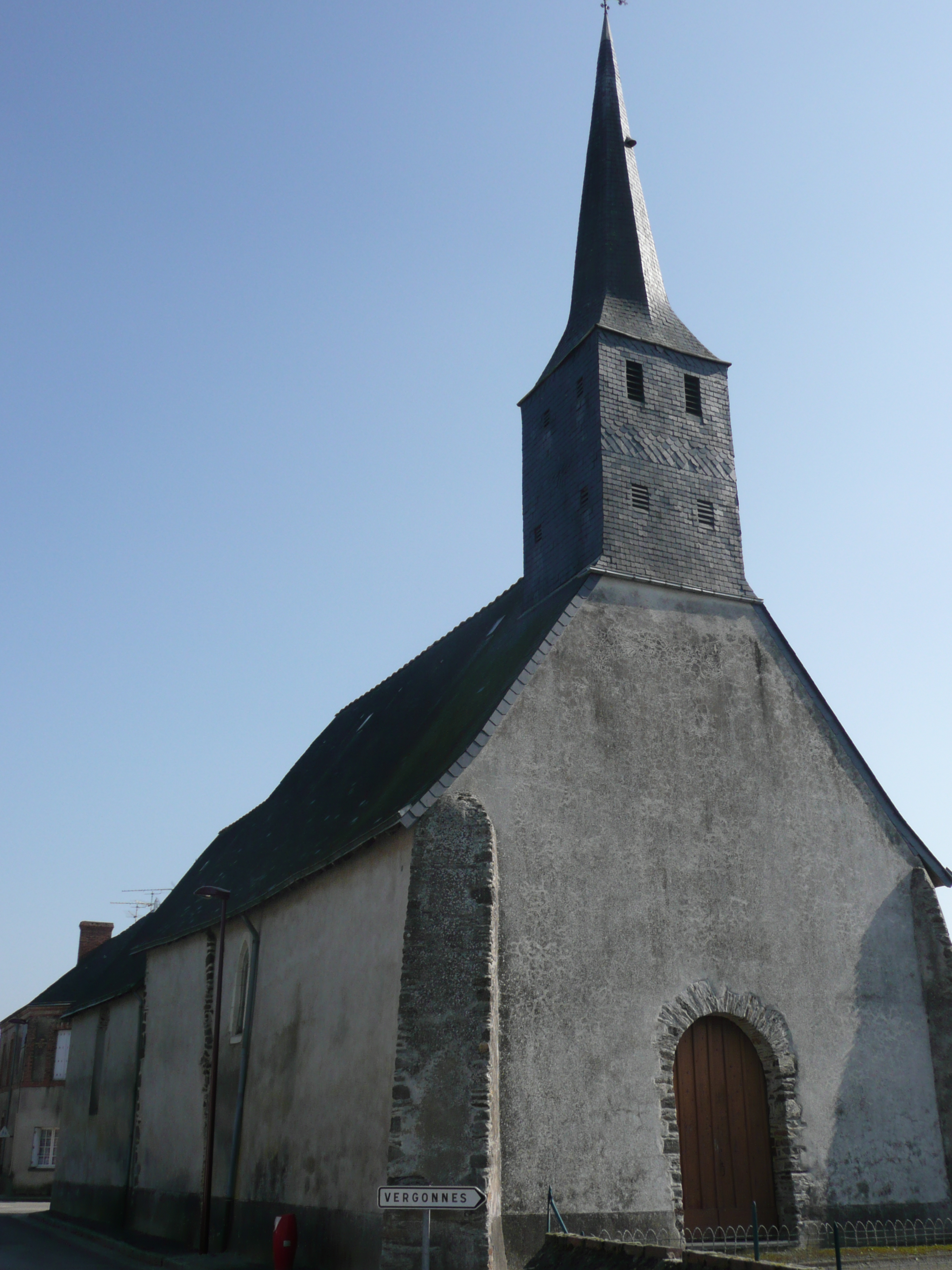
Kirche Saint-Pierre
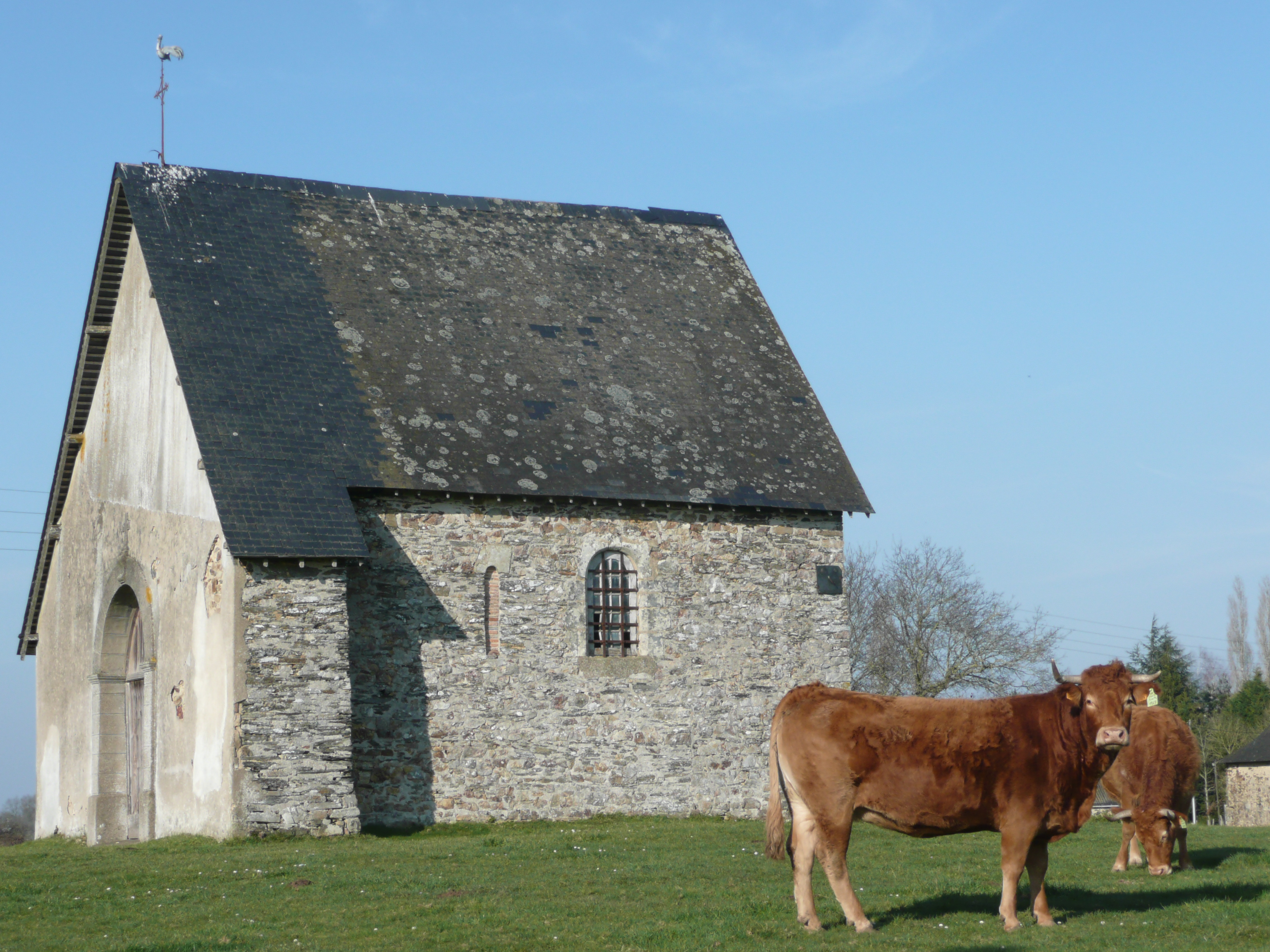
Kapelle Saint-Gilles
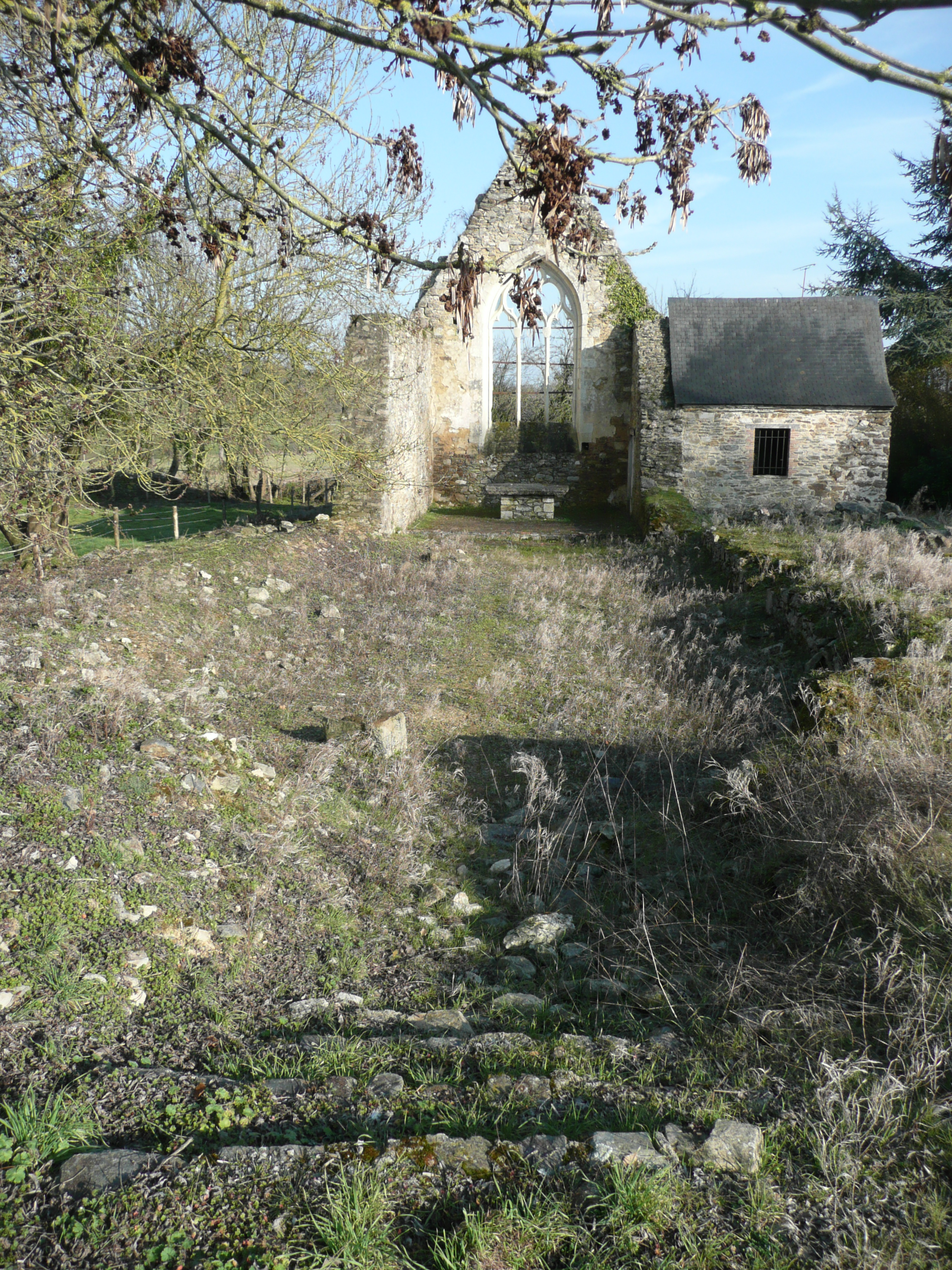
Kirchruine Saint-Jean-de-l'Hôpital
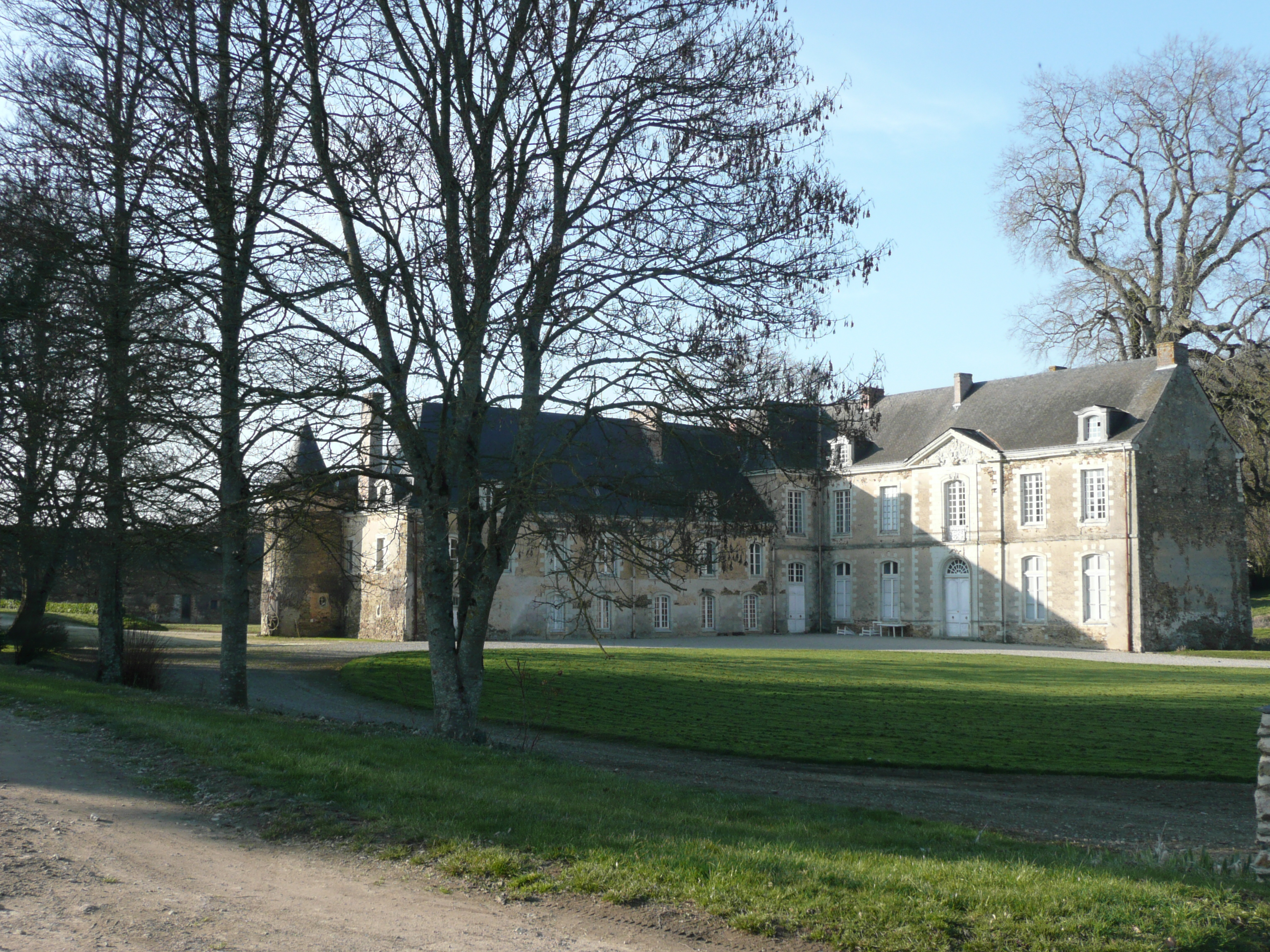
Schloss Champiré